# Salebyklockan
Västergötlands runinskrifter 210 (signum: Vg 210) är en medeltida runinskrift på runsvenska och runlatin som finns belägen på den gamla lillklockan i Saleby kyrka, även kallad Salebyklockan.
Saleby lillklocka är Sveriges äldsta självdaterade kyrkklocka och inskriften är den äldsta kända klockinskriften på annat språk än latin.

## Historia
Salebyklockan göts under kung Erik den läspe och haltes regeringstid och invigningen av klockan förrättades av biskop Bengt i Skara. Enligt prästen Mats Åmark (1882–1973) är den sannolikt ett arbete av gjutaren Sköldulv, som har namngivit sig på Tibroklockan (Vg 219), och som möjligen också har gjutit den runristade lillklockan i Burseryds kyrka (Sm 49) med årtalet 1238. Tibroklockans runristare är känd till namnet ”Björn skar mig”, likaså Burserydsklockans ”Björn skrev”, medan Salebyinskriften beklagligtvis är osignerad.
Klockans 700-årsjubileum firades 9 december 1928 med en kantat skriven av hovpredikanten och psalmdiktaren Paul Nilsson med musik skriven av Skara domkyrkas organist Ivar Widén. Jubileet uppmärksammades i hela svenska pressen och klockan förärades ringa in år 1929 i radio.
Klockan blev allvarligt skadad 1963 efter att elektrisk ringning med motorer under tre år använts (installerat 1960). Järnbygeln inne i klockan där kläppen var upphängd hade slitits ut och kläppen därför fallit ned. Experter fann att 730 års handringning hade slitit mindre på klockan än de tre år som klockan brukats med elektrisk ringning. Det rapporterades enligt då gällande lag till Riksantikvarieämbetet i Stockholm. Bergholtz klockgjuteri i Sigtuna reparerade klockan. Därefter hängdes den upp i en ny klockstapel på kyrkogården för att användas vid särskilda tillfällen och med handringning av försiktighetsskäl, exempelvis vid begravningar och nyårsringningar. Samtidigt beställdes en ny lillklocka som hängdes upp i tornet på den gamlas plats bredvid den gamla storklockan.

## Inskriften
Runinskriften består av två rader: en större längre som omsluter klockans yttre, och en mindre kortare som ligger belägen under den större vid dess start. Den övre raden innehåller akronymen AGLA som står för Ateh Gibor Le-olam, Adonai, hebreiska för ”Mäktig vare Du för evigt, Herre”. Akronymen följs av Ave Maria gratia plena på runlatin (”Var hälsad Maria, full av nåd”, efter Jungfru Maria) men då skrivet baklänges, alltså från höger till vänster. Inskriften läses dessförinnan vänster till höger. Den nedre raden fortsätter på runlatin: Dionysius sit benedictus (”Dionysius vare välsignad”, efter helgonet Dionysius), men läses då återigen från vänster till höger.

### Runinskrift
Runskrift (medeltida runor):
∙⋮∙ ᚦᛆ ᛬ ᛁᛆᛁᚵ ᛬ ᚢᛆᚱ ᛬ ᚵᚯᚱ ᛬ ᚦᛆ ᛬ ᚢᛆᚱ ᛬ ᚦᚢᛋᚼᚢᚿᛑᚱᛆᚦ ᛬ ᛐᚢ ᛬ ᚼᚢᚿᛑᚱᛆᚦ ᛬ ᛐᚢᛁᚼᚢ ᛬ ᚢᛁᚿᛐᚱ ᛬ ᚯᚴ ᛬ ᛆᛐᛐᛆ ᛬ ᚠᚱᛆ ᛬ ᛒᛦᚱᚦ ᛬ ᚵᚢᛋ ᛬ ᛭ᛆ᛭ᚵ᛭ᛚ᛭ᛆ᛭ ∙⋮∙ ⋮ ᛆᚿᛂᛚᛔ ⋮ ᛆᛁᛍᛆᚱᚵ ⋮ ᛆᛁᚱᛆᛘ ⋮ ᛂᚢᛆ ⋮ (⋮ ᛆᚢᚢ ⋮ ᛘᛆᚱᛁᛆ ⋮ ᚵᚱᛆᛍᛁᛆ ⋮ ᛔᛚᛂᚿᛆ ⋮)

⋮ ᛑᛁᚯᚿᛁᛋᛁᚢᛋ ⋮ ᛋᛁᚦ ⋮ ᛒᛂᚿᛂᛑᛁᚴᛐᚢᛋ ⋮
Translitterering av runraden:
∙⋮∙ þa : iaig : uar : gør : þa : uar : þushundraþ : tu : hu͡ndraþ : tiuhu : uintr : ok : atta : fra : byrþ : gus : +a+g+l+a+ ∙⋮∙ ⋮ anelp ⋮ aicarg ⋮ airam ⋮ eua ⋮ (⋮ aue ⋮ maria ⋮ gracia ⋮ plena ⋮)

⋮ dionisius ⋮ siþ ⋮ benediktus ⋮
Normalisering till runsvenska:
þa jag var gør, þa var þushundrað tu hundrað tjugu vintr ok atta fra byrð Guðs. A.G.L.A. Ave Maria gratia plena. Dionysius sit benedictus.
Direktöversättning:
Då jag var gjord, då var tiohundra-tvåhundra-tjugu vintrar och åtta från börd Guds. AGLA. Ave Maria gratia plena. Dionysius sit benedictus.
Översättning till nusvenska:
Då jag var gjord var det ettusentvåhundratjuguåtta (1228) vintrar sedan Guds födelse. AGLA. Var hälsad Maria, full av nåd. Dionysius vare välsignad.